# 르마
르마(Lemar, 1978년 4월 4일 ~ )는 잉글랜드의 싱어송라이터이다.